# サマンサ・マシス
サマンサ・マシス（Samantha Mathis, 1970年5月12日 - ）は、アメリカ合衆国の女優。

## 略歴
ニューヨーク市ブルックリン出身。父はドイツ系オーストリア人移民。母はビビ・ベッシュというオーストリア系アメリカ人女優だが、1996年に乳癌で他界。祖母もオーストリア人舞台女優のグスティ・フーバー。サマンサが2歳の時、両親は離婚したので、母によって育てられる。
5歳の時、ロサンゼルスに移り、16歳の時にエージェントと契約を結び芸能界に入る。1988年『サイレント・ダンス 青い果実の毒』で端役デビュー。1990年に『今夜はトーク・ハード』でクリスチャン・スレーターの相手役に抜擢され注目をあびる（のちにスレーターとは1996年公開作品の『ブロークン・アロー』で主人公とヒロインの立場で再共演をする）。
リヴァー・フェニックスの最後の恋人としても知られており『愛と呼ばれるもの』(93)で共演後、亡くなる日まで交際が続いた。
2015年10月、SAG-AFTRAの全国副会長、俳優/パフォーマーに選出、2017年に再選された。

## 主な出演作品

### 映画
| 公開年 | 邦題 原題                                             | 役名                   | 備考             |
| ------ | ----------------------------------------------------- | ---------------------- | ---------------- |
| 1989   | サイレント・ダンス/青い果実の毒 Forbidden Sun         | ポーラ                 |                  |
| 1990   | 今夜はトーク・ハード Pump Up the Volume               | ノラ                   |                  |
| 1992   | ディス・イズ・マイ・ライフ This Is My Life            | エリカ                 |                  |
| 1992   | 不思議の森の妖精たち FernGully: The Last Rainforest   | クリスタ               | 声の出演         |
| 1993   | ミュージック・オブ・チャンス The Music of Chance      | ティファニー           |                  |
| 1993   | スーパーマリオ 魔界帝国の女神 Super Mario Bros.       | プリンセス・デイジー   |                  |
| 1993   | 愛と呼ばれるもの The Thing Called Love                | ミランダ・プレスリー   |                  |
| 1994   | 若草物語 Little Women                                 | エミー・マーチ         |                  |
| 1995   | 赤ちゃんにバンザイ!? Jack and Sarah                   | エイミー               |                  |
| 1995   | キルトに綴る愛 How to Make an American Quilt          | ソフィア               |                  |
| 1995   | アメリカン・プレジデント The American President       | ジェニー               |                  |
| 1996   | ブロークン・アロー Broken Arrow                       | テリー・カーマイケル   |                  |
| 1999   | フリーク・シティ Freak City                           | ルース・エリソン       | テレビ映画       |
| 2000   | アメリカン・サイコ American Psycho                    | コートニー             |                  |
| 2000   | メッセージ・オン・ザ・バルーン 〜風の便箋〜 Mermaid   | ロンダ                 | テレビ映画       |
| 2001   | アヴァロンの霧 The Mists of Avalon                    | Gwenwyfar              | テレビ映画       |
| 2002   | デブラ・ウィンガーを探して Searching for Debra Winger | -                      | ドキュメンタリー |
| 2004   | パニッシャー The Punisher                             | マリア・キャッスル     |                  |
| 2004   | 死霊伝説 セーラムズ・ロット Salem's Lot               | スーザン・ノートン     | テレビ映画       |
| 2009   | ネスト The New Daughter                               | カサンドラ・パーカー   |                  |
| 2010   | ［リミット］ Buried                                   | リンダ・コンロイ       | 声の出演         |
| 2010   | 再会の答え Unanswered Prayers                         | ロリー・ベック         | テレビ映画       |
| 2016   | アメリカン・バーニング American Pastoral              | ペニー・ハムリン       |                  |
| 2018   | クローブヒッチ・キラー The Clovehitch Killer          | シンディ・バーンサイド | [ 6 ]            |
| 2024   | ザ・エクソシズム The Exocism                          | ジェニファー・サイモン |                  |

### テレビシリーズ
| 放映年    | 邦題 原題                                                                                 | 役名                       | 備考                                              |
| --------- | ----------------------------------------------------------------------------------------- | -------------------------- | ------------------------------------------------- |
| 1999-2000 | ハーシュ・レルム Harsh Realm                                                              | ソフィー                   | 計4話出演                                         |
| 2001      | ナイトビジョン Night Visions                                                              | ダイアン・バラード         | 計1話出演                                         |
| 2003      | トワイライト・ゾーン The Twilight Zone                                                    | レイチェル・スターク       | 「最期の輝き」                                    |
| 2003      | LAW & ORDER:性犯罪特捜班 Law & Order: Special Victims Unit                                | ヒラリー・バークレイ       | 第5シーズン第9話「過ちの代償」                    |
| 2005      | LAW & ORDER:犯罪心理捜査班 Law & Order: Criminal Intent                                   | クリスティン・アンセル博士 | 第5シーズン第8話「美しい顔」                      |
| 2006      | Dr.HOUSE House M.D.                                                                       | マリア・パルコ             | 第2シーズン第15話「幸せな2人」                    |
| 2006      | スティーヴン・キング 8つの悪夢 Nightmares & Dreamscapes: From the Stories of Stephen King | カレン・エヴァンス         | ミニシリーズ                                      |
| 2007      | LOST Lost                                                                                 | オリヴィア・グッドスピード | 第3シーズン第20話「誕生」                         |
| 2009      | グレイズ・アナトミー Grey's Anatomy                                                       | メリンダ・プレスコット     | シーズン5、計3話出演                              |
| 2009      | 救命医ハンク セレブ診療ファイル Royal Pains                                               | エイミー・ヒル             | 第1シーズン第12話「ハンク・イン・ワンダーランド」 |
| 2011      | ラリーのミッドライフ★クライシス Curb Your Enthusiasm                                      | ドナ                       | 第8シーズン第6話「英雄になってトラブル」          |
| 2013      | アンダー・ザ・ドーム Under the Dome                                                       | アリス・カルバート         | シーズン1                                         |
| 2015-2016 | ストレイン 沈黙のエクリプス The Strain                                                    | フェラルド市会議員         | シーズン2-3                                       |
| 2019      | ビリオンズ Billions                                                                       | サラ・ハモン               | シーズン4                                         |
| 2020      | LAW & ORDER:性犯罪特捜班 Law & Order: Special Victims Unit                                | Melanie Franks             | 第21シーズン第15話「Swimming With The Sharks」    |

## 参照
1. ↑  Craven, Jonathan (March 1996). "Sam I am". Bikini.
2. ↑  Malkin, Nina (June 1992). "This is my Life". Seventeen. pp. 4, 82-83.
3. ↑  “リヴァー・フェニックス没後25年、元恋人S・マシスが悲劇の夜を回顧”. クランクイン！. (2018年10月26日) 2025年6月29日閲覧。
4. ↑  “SAG-AFTRA Opens Second Convention; Elects National Officers” (英語). SAG・AFTRA (2015年10月2日). 2025年6月30日閲覧。
5. ↑  “SAG-AFTRA Opens Third Convention, Elects National Officers” (英語). SAG・AFTRA (2017年12月21日). 2025年6月30日閲覧。
6. ↑  “父親は、連続殺人鬼なのか…少年の心に芽生えた疑念　「荒野にて」チャーリー・プラマー主演スリラー、6月11日公開”. 映画.com. (2021年3月25日) 2021年5月28日閲覧。
7. ↑  マシスはかつて本作のメインキャストであるオリヴィア・ベンソン役のオーディションを受けて最終選考まで残ったが、マリスカ・ハージティに 敗れた経験がある